# U22
U22: A 22 Track Live Collection from U2360° è un album dal vivo del gruppo musicale irlandese U2, pubblicato nel luglio 2012 dalla Mercury Records.

## Descrizione
Il disco contiene oltre venti brani interamente scelti dai fan attraverso il sito ufficiale del gruppo. È stato registrato durante lo U2 360º Tour.

## Tracce
CD 1
1. Even Better Than the Real Thing (Città del Messico 15/05/2011)
2. The Fly (East Lansing 26/06/2011)
3. Mysterious Ways (Città del Capo 18/02/2011)
4. Magnificent (Zurigo 11/09/2010)
5. Until the End of the World (Città del Messico 14/05/2011)
6. I Still Haven't Found What I'm Looking For (con Hugh Masekela) (Johannesburg 13/02/2011)
7. Stay (Faraway, So Close!) (Chicago 05/06/2011)
8. One Tree Hill (Auckland 26/11/2010)
9. Beautiful Day (Zagabria 10/08/2009)
10. Elevation (Gelsenkirchen 03/08/2009)
11. Bad (Roma 08/10/2010)

CD 2
1. All I Want Is You/Love Rescue Me (Sydney 14/12/2010)
2. The Unforgettable Fire (Göteborg 31/07/2009)
3. Zooropa (Baltimora 22/06/2011)
4. City of Blinding Lights (Nizza 15/07/2009)
5. MLK/Walk On (Zagabria 09/08/2009)
6. One (Glasgow 18/08/2009)
7. Where the Streets Have No Name (Chorzów 06/08/2009)
8. Ultra Violet (Light My Way) (Coimbra 03/10/2010)
9. With or Without You (Londra 14/08/2009)
10. Moment Of Surrender (Perth 18/12/2010)
11. Out Of Control (Montréal 09/07/2011)

Bonus
- Unknown Caller (Londra 14/08/2009)

## Formazione
Gruppo
- Bono – voce principale, chitarra ritmica
- The Edge – chitarra principale, pianoforte, cori, seconda voce (The Fly)
- Adam Clayton – basso
- Larry Mullen Jr. – batteria

Altri musicisti
- Hugh Masekela – tromba (I Still Haven't Found What I'm Looking For)